# Tavriisk
Tavriisk (en ukrainien : Таврійськ ; en russe : Таврийск) est une ville de l'oblast de Kherson, dans le sud de l'Ukraine. Sa population s'élevait à 10108 habitants au 1er janvier 2022.

## Géographie
Tavriisk est située à 5 km à l'est de Nova Kakhovka et à 64 km — 86 km par la route — au nord-est de Kherson c'est dans le village que se situe le port de Nova Kakhovka.

## Histoire
Tavriisk a été bâtie près de la rive gauche du réservoir de Kakhovka, au départ du canal de Crimée du Nord, juste en amont du barrage de Nova Kakhovka sur le Dniepr. D'abord simple quartier de la ville de Nova Kakhovka, Tavriïsk en a été détaché le 2 mars 1983 pour former une ville indépendante.
La ville est prise par l'armée russe en 2022 lors de l'invasion de l'Ukraine par la Russie.

## Population
Recensements (*) ou estimations de la population :
| 1989*  | 2001*  | 2008   | 2009   | 2010   | 2011   |
| ------ | ------ | ------ | ------ | ------ | ------ |
| 11 565 | 11 452 | 11 168 | 11 128 | 11 053 | 11 051 |

| 2012   | 2013   | 2014   | 2015   | 2016   | 2017   |
| ------ | ------ | ------ | ------ | ------ | ------ |
| 11 011 | 11 001 | 10 941 | 10 904 | 10 850 | 10 761 |

| 2018   | 2019   | 2020   | 2021   | 2022   | - |
| ------ | ------ | ------ | ------ | ------ | - |
| 10 673 | 10 517 | 10 360 | 10 250 | 10 108 | - |